# Cadillac Fleetwood Brougham
Cadillac Fleetwood Brougham — полноразмерный люксовый седан, который выпускался подразделением Cadillac компании General Motors c 1977 по 1986 год. 

## История
В 1977 году компания General Motors значительно сократила размеры своих полноразмерных автомобилей. Сadillac Deville и Cadillac Brougham имели одинаковую колёсную базу (121,5 дюйма) и приводились в движение 7,0-литровым двигателем V8. Во многом автомобиль имел сходства с Deville.
В 1980 году вся гамма автомобилей General Motors была оснащена новым листовым металлом, чтобы привести в порядок стиль и улучшить аэродинамику. Базовый дизайн приборной панели был сохранён. Также новинкой 1980 года стало двухдверное купе Fleetwood Brougham, которое было основано на Coupe de Ville, но отличалось эксклюзивной виниловой крышей. Автомобиль оснащался 6,0-литровым двигателем V8, соответствующим стандартам CAFE. В 1981 году двигатель стал оснащаться системой модулированного рабочего объёма, разработанной корпорацией Eaton. Цифровой компьютер блокировал впускные и выпускные клапаны двух или четырёх из восьми цилиндров. Таким образом, двигатель работал как V6 или V4 при небольшой нагрузке на третьей передаче и скорости свыше 35 миль в час (56 км/ч). Названный «V8-6-4», двигатель был надёжным, но компьютерные технологии были недостаточно усовершенствованы для бесперебойной работы, и после 1981 года двигатель был снят со всех моделей, кроме лимузинов.
К 1986 году Fleetwood Brougham был снят с производства.

### Продажи
|       | Купе  | Седан   | Всего   |
| ----- | ----- | ------- | ------- |
| 1985  | 8,336 | 52,960  | 61,296  |
| 1986  | —     | 49,115  | 49,115  |
| Всего | 8,336 | 102,075 | 110,411 |

### Двигатели
| Годы производства | Объём                    | Мощность            | Крутящий момент |
| ----------------- | ------------------------ | ------------------- | --------------- |
| 1981—1982         | 4,1 л Buick V6           | 125 л. с. (92 кВт)  | 278 Н⋅м         |
| 1982—1985         | 4,1 л HT-4100 V8         | 135 л. с. (99 кВт)  | 260 Н⋅м         |
| 1986              | 5,0 л Oldsmobile 307 V8  | 140 л. с. (100 кВт) | 332 Н⋅м         |
| 1979—1985         | 5,7 л LF9 (дизельный) V8 | 105 л. с. (77 кВт)  | 278 Н⋅м         |
| 1980—1981         | 6,0 л L62 V8-6-4 V8      | 145 л. с. (107 кВт) | 370 Н⋅м         |
| 1977—1979         | 7,0 л L33 V8             | 180 л. с. (130 кВт) | 430 Н⋅м         |
| 1977—1979         | 7,0 л L35 V8             | 195 л. с. (143 кВт) | 430 Н⋅м         |

### Галерея

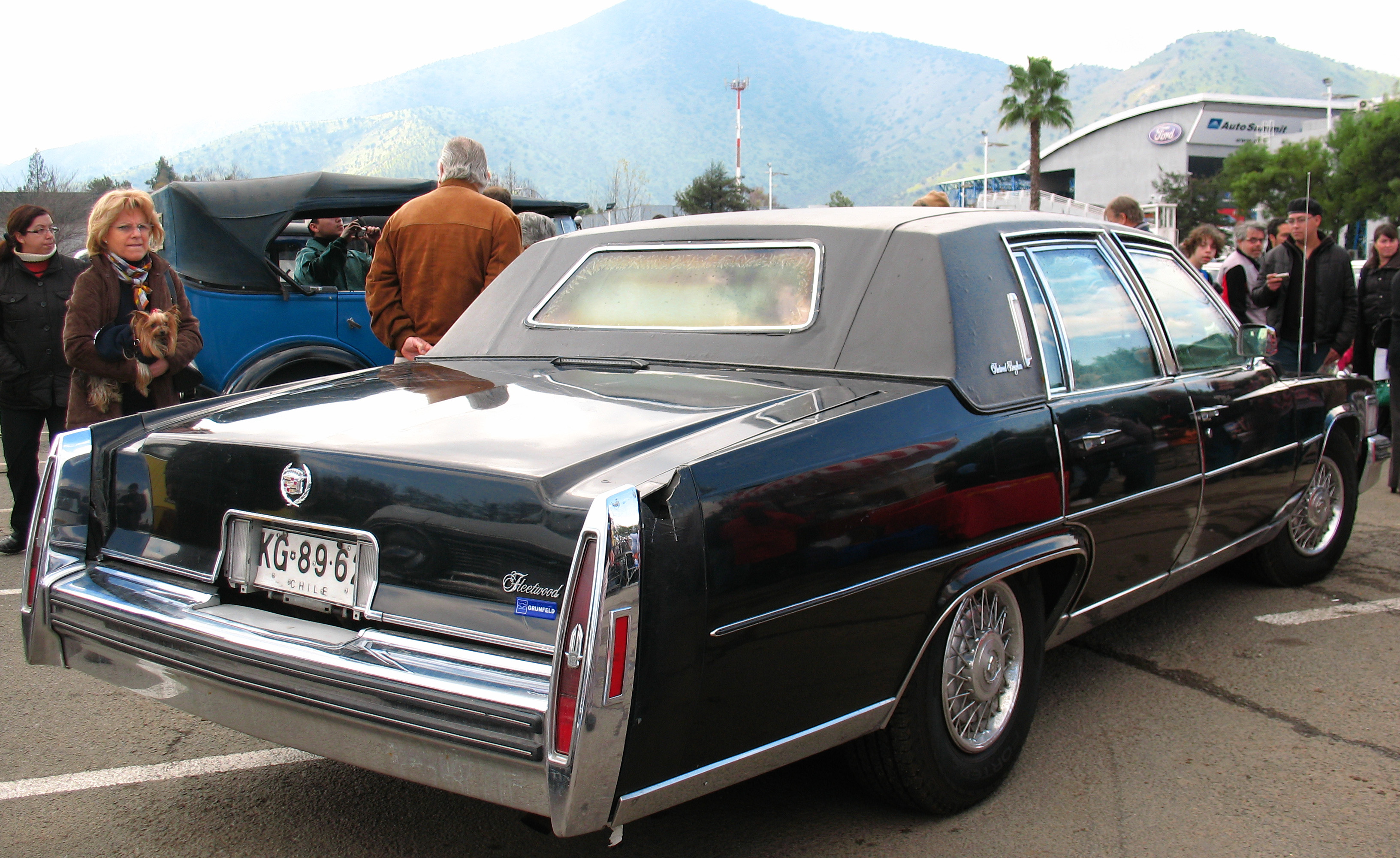
Вид сзади
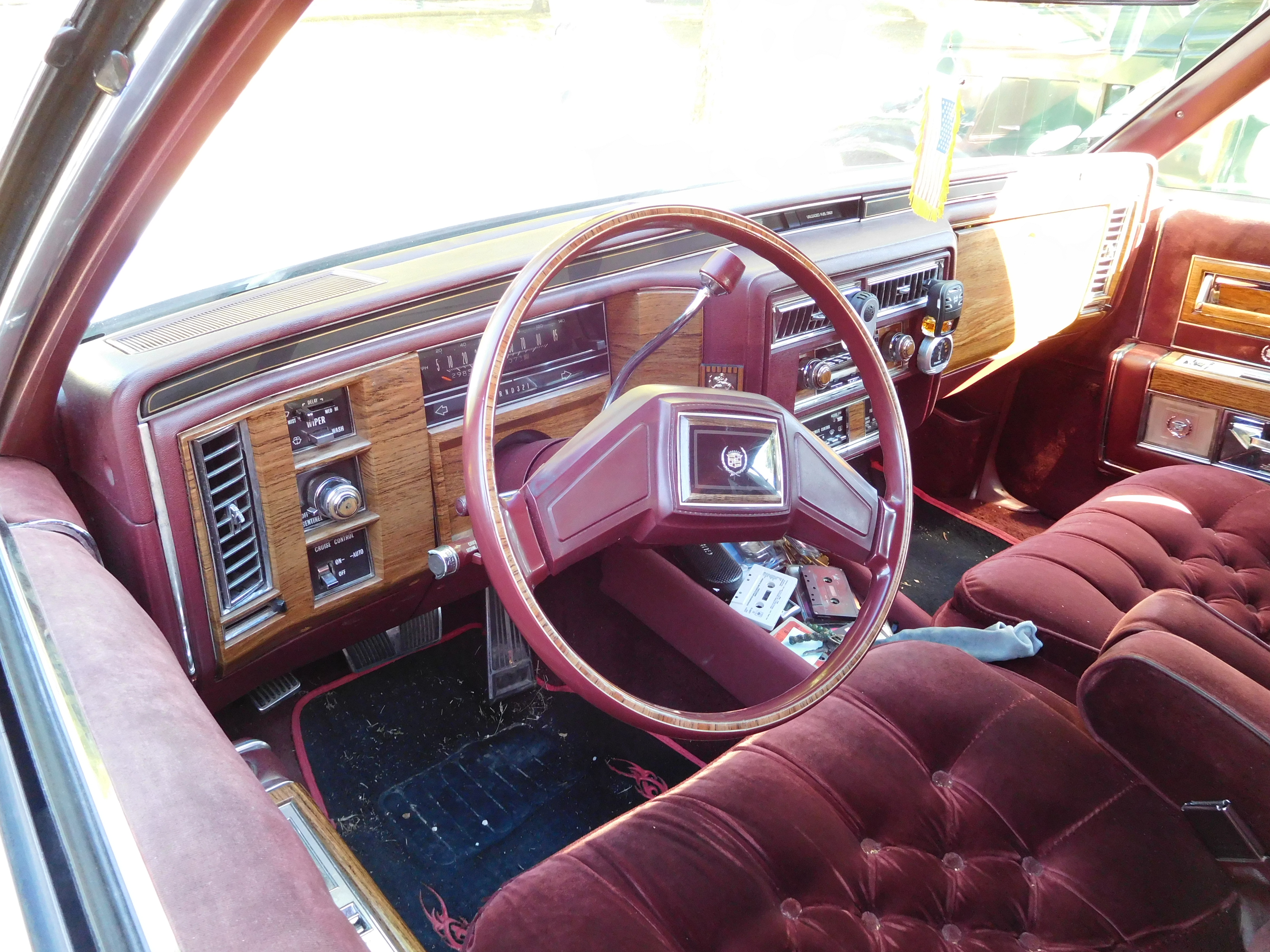
Интерьер

## Brougham

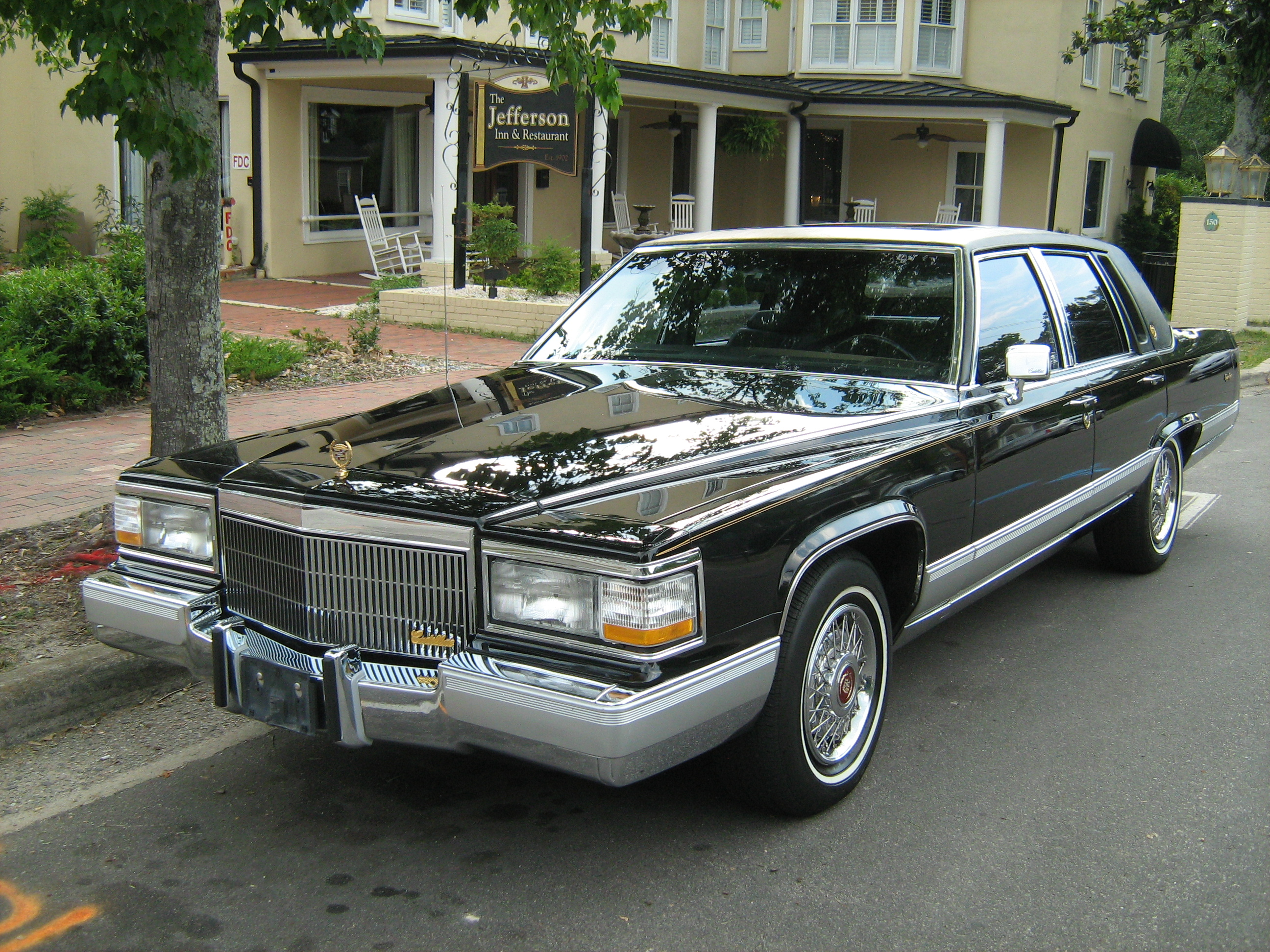
1991 Cadillac Brougham d'Elegance

В 1987 году компания Cadillac пересмотрела номенклатуру своих премиальных седанов. Чтобы не путать с переднеприводным автомобилем Cadillac Fleetwood (представленным в 1985 году), Fleetwood Brougham с D-образным кузовом был переименован в Cadillac Brougham.
Выпускаемый с 1977 года, с небольшими изменениями в 1980 году, Brougham выпускался до 1992 года. В 1993 году автомобиль был подвергнут рестайлингу и переименован в Cadillac Fleetwood; названием Brougham обозначался пакет отделки салона.